# Дюбель

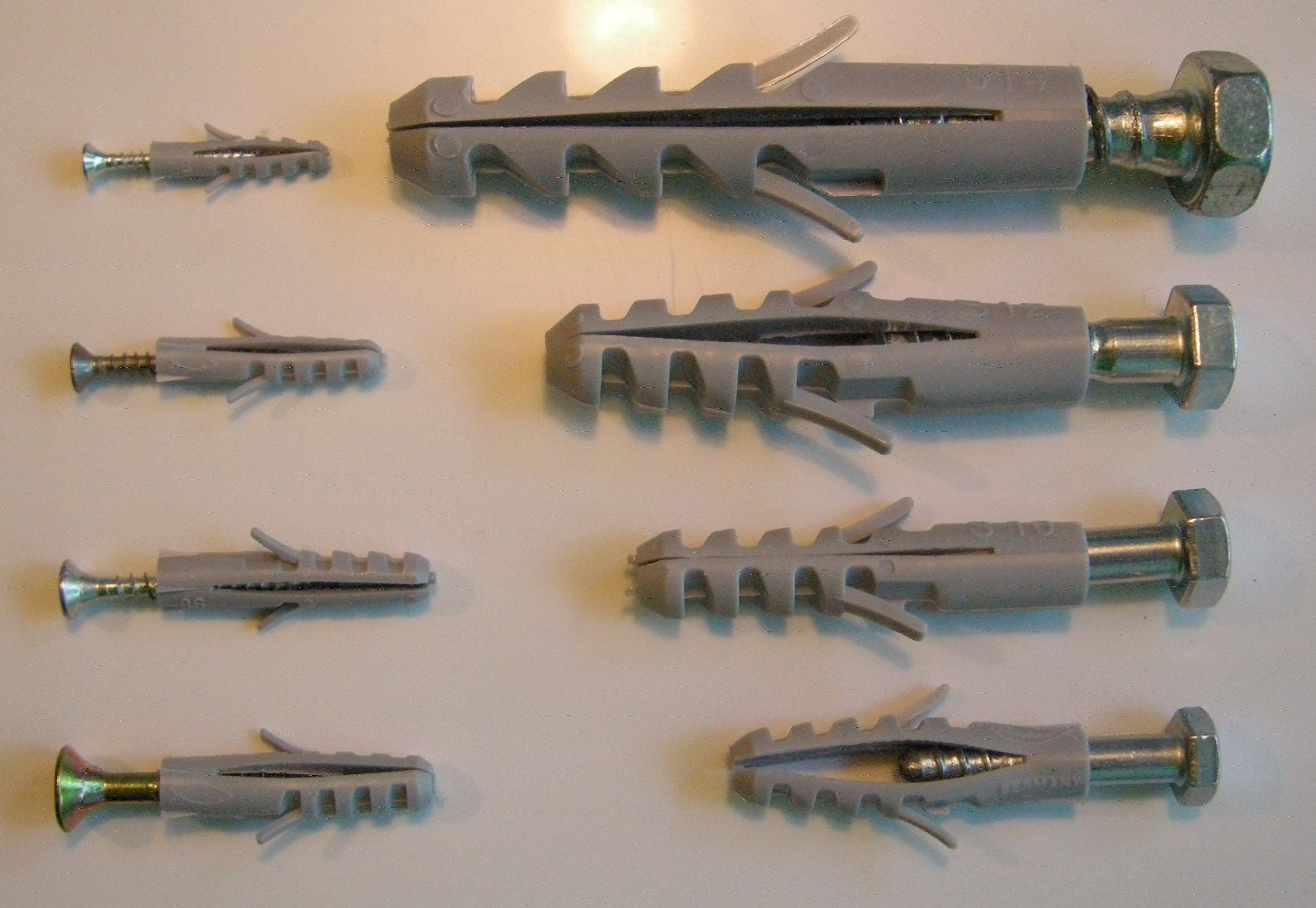
Пластикові дюбелі із гвинтами

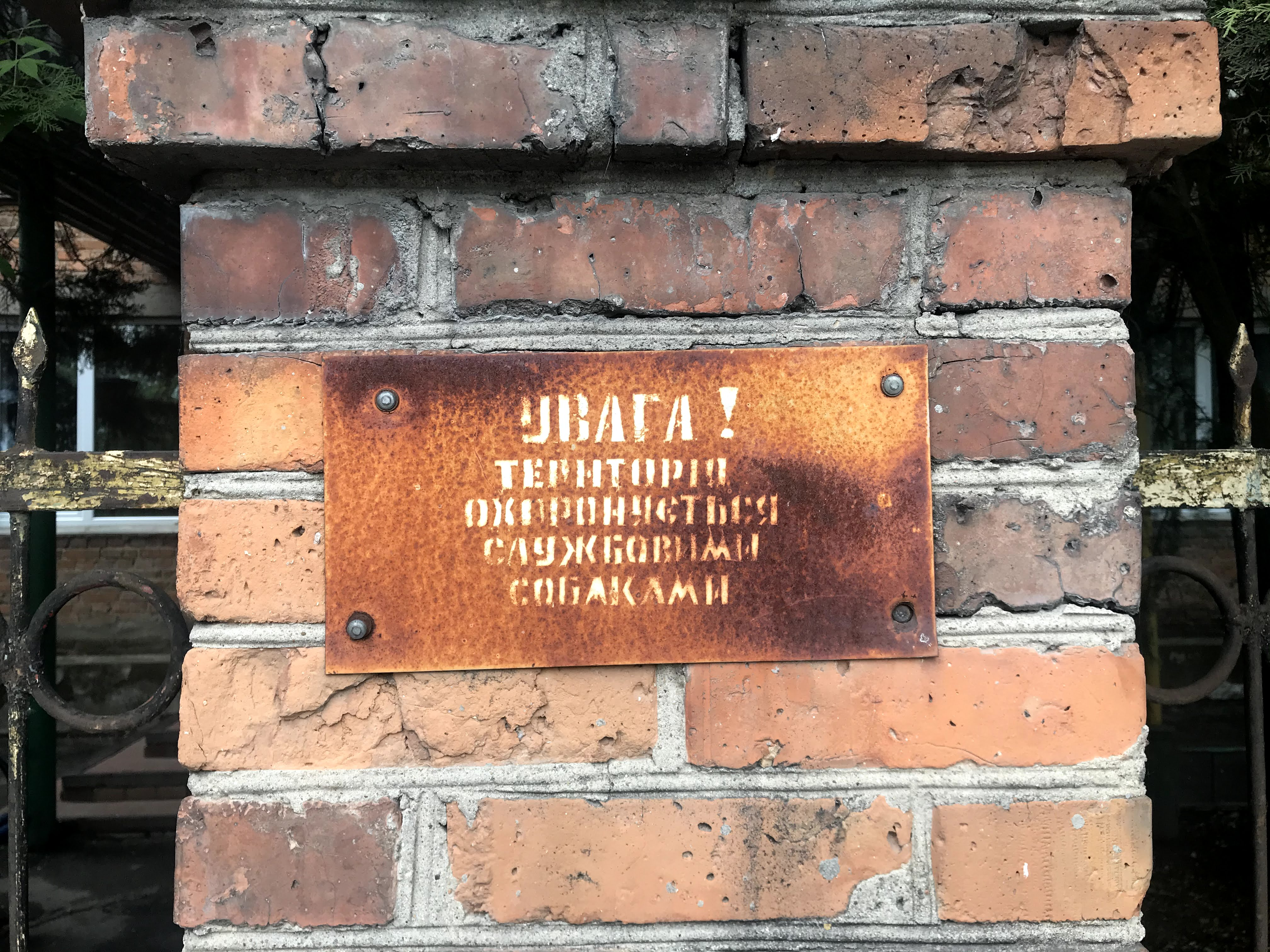
Металева табличка, прибита дюбель-цвяхами (без полімерної основи)

Дю́бель (нім. Dübel), або а́нкер (нім. Anker, досл. «якір») — кріпильний виріб, конструктивний елемент, який використовується для закріплення гвинтів, шурупів чи цвяхів в матеріалах, непридатних або малопридатних до цього безпосереднього (бетон, цегла тощо). Сам дюбель утримується в конструкції за допомогою сили тертя. З деякого часу елементи зв'язку і зміцнення, дюбелі і гвинт (шуруп) об'єднують в одне ціле і використовуються передусім для значних навантажень.
Дюбелі випускаються різних розмірів, визначальним є діаметр дюбеля (і відповідно необхідний отвір), виміряний в міліметрах. Найпоширенішим матеріалом для виготовлення дюбелів є поліамід, крім того може виготовлятися із загартованої сталі (ст50, ст60, ст70) і мати настановну (напрямну) шайбу для центрування. Для забивання дюбелів використовують спеціалізовані переносні піротехнічні інструменти (будівельно-монтажний пістолет тощо). Для демонтажу довбають хрестом (з чотирьох боків), у складних випадках збільшуюючи діаметр забою за допомогою дрилі з відповідною до поверхні насадкою, та виймають застосувуючи пасатижі.

## Дюбель-цвяхи
Конструктивно схожі на цвяхи, виготовляються із твердої сталі, містять металеву шайбу і можуть бути забиті у тверді матеріали — граніт, метал, бетон цеглу одним ударом за допомогою газового монтажного пістолета. Забивання дюбель-цвяхів традиційним способом за допомогою молотка чи перфоратора часто неможливе так як призводить до розтирання утримуючого щільного матеріалу вібрацією. Витягування із бетону подібного дюбеля досить важке і можливе після його розхитування ударами молотка почергово з різних сторін із наступним використанням обценьок, цвяходеру або плоскогубців.